# كارلوتا فيرليتو
كارلوتا فيرليتو (من مواليد 15 فبراير 1995) هي لاعبة جمباز فني إيطالية منذ أن بدأت مسيرتها المهنية في عام 2011، فازت فيرليتو بميداليتين في بطولة أوروبا ومثلت بلدها في دورة الألعاب الأولمبية الصيفية 2012 ودورة الألعاب الأولمبية الصيفية 2016.